# Coco Zurita
Francisco “Coco” Zurita (Recoleta, 15 de abril de 1984) es un deportista extremo de BMX en la disciplina Vert o medio tubo nacido en Santiago de Chile, que ha participado en los X Games desde el 2007, obteniendo el segundo (2013) y tercer lugar (2017) en esta competencia.

## Biografía

### Inicios en el deporte
Hijo de Jorge Zurita y Patricia Carmona, Francisco “Coco” Zurita nació el 15 de abril de 1982 en la comuna de Recoleta, pero creció en la comuna de La Reina. Cuando tenía 12 años conoció el BMX en el barrio Patronato, lugar donde pasó gran parte de su niñez andando por sus calles luego de que su padre le comprara su primera bicicleta. Durante el periodo que vivió en Chile entrenó junto con sus amigos en un grupo que ellos mismos nombraron PTM (Pan Tomate Mayo). En el 2001 con 19 años tomó la decisión de radicarse en California. Al llegar al norte del continente americano primero pasó por Texas, lugar donde debió vender filtros de agua para subsistir  y en donde tras una competencia de exhibición consiguió su primer auspiciador, el cual lo llevaría a pasar tres años viajando por Estados Unidos. Siendo estos sus primeros pasos para convertirse en un rider profesional y los que lo llevaron a ser un atleta de categoría mundial, que ha tenido múltiples apariciones en competencias internacionales, llegando incluso a destacar como el mejor deportista en el año 2010.

### Zignal Park
Su padre, Jorge Zurita, fue administrador del Bike Park (primer nombre del Zignal Park) ubicado en el Parque Araucano de Las Condes hasta su fallecimiento en 2013, tras esto Coco Zurita tomó la decisión de seguir el legado su padre realizando la segunda rampa vert de Sudamérica y la primera de Chile con ayuda de Lezio Da Silva, skater brasileño, junto a jóvenes que utilizaban el parque.

## Resultados
Durante los más de 21 años de carrera consiguió los siguientes puestos en competencias importantes, tales como los X Games y el Campeonato Mundial de BMX Freestyle.

### X Games
| Competencia                | Disciplina | Lugar |
| X Games Minneapolis 2019   | BMX Vert   | 4th   |
| X Games Minneapolis 2018   | BMX Vert   | 5th   |
| X Games Minneapolis 2017   | BMX Vert   | 3rd   |
| X Games Austin 2016        | BMX Vert   | 7th   |
| X Games Austin 2015        | BMX Vert   | 7th   |
| X Games Austin 2014        | BMX Vert   | 5th   |
| X Games Barcelona 2013     | BMX Vert   | 5th   |
| X Games Foz do Iguacu 2013 | BMX Vert   | 2nd   |
| X Games Los Angeles 2012   | BMX Vert   | 7th   |
| X Games 2010               | BMX Vert   | 5th   |
| X Games 2009               | BMX Vert   | 7th   |
| X Games 2008               | BMX Vert   | 6th   |
| X Games 2007               | BMX Vert   | 10th  |

### Campeonato Mundial de Bmx freestyle
| Competencia                                    | Disciplina | Lugar |
| Campeonato Mundial de BMX Freestyle Snipe 2013 | BMX Vert   | 1st   |

## Reconocimientos
| Distinción                        | Año  |
| AST Dew Tour USA Mejor Deportista | 2010 |